# سرگئی نوویکوف
سرگئی نوویکوف (به روسی: Серге́й Петро́вич Но́виков)(زاده ۲۰ مارس ۱۹۳۸) ریاضی‌دان اهل روسیه است. او در زمینه توپولوژی جبری و نظریه‌های سالیتون تخصص دارد در سال ۱۹۷۰ برنده جایزه فیلدز شد.
او در یک خانواده ریاضی‌دان بزرگ شد. پدرش (Pyotr Sergeyevich Novikov) راه حل منفی را در زمینه word problem for groups مطرح کرد و مادرش هم ریاضی‌دان بود.